# Cherry Wilder
För den svenska dragartisten, se Cherry Wilder (dragqueen).
Cherry Barbara Grimm, född Lockett, 3 september 1930 i Auckland, Nya Zeeland, död 14 mars 2002 i Wellington, Nya Zeeland, mer känd under pseudonymen Cherry Wilder, var en nyzeeländsk författare av science fiction och fantasy.

## Biografi
Wilder föddes i Auckland i Nya Zeeland och studerade vid Nelson College for Girls samt vid University of Canterbury i Christchurch. Senare flyttade hon till Australien, och år 1976 bosatte hon sig i Langen, Hessen i Tyskland. Hon bodde även i Wiesbaden-Bierstadt innan hon återvände till Nya Zeeland 1996.
Hon började skriva science fiction år 1974 och valde då att använda sitt författarnamn. Under sin karriär publicerade hon tio romaner och över femtio noveller. Hon avled i Wellington den 14 mars 2002, vid 71 års ålder.

### Böcker

#### Torin-trilogin
1. The Luck of Brin's Five (1977) – Vann 1978 års Ditmar-pris för bästa australiska science fiction-roman
2. The Nearest Fire (1982)
3. The Tapestry Warriors (1987)

#### The Rulers of Hylor-serien
1. A Princess of the Chameln (1984)
2. Yorath the Wolf (1984)
3. The Summer's King (1986)
4. The Wanderer (2004) tillsammans med Katya Reimann, publicerades postumt. The Wanderer var tänkt som den första delen i en ny trilogi som utspelar sig i samma värld som trilogin Rulers of Hylor.

#### Böcker omRhomary Land
1. Second Nature (1986)
2. Signs of Life (1996)

### Andra böcker
- Cruel Designs (1988)
- Dealers in Light and Darkness (1995), en samling